# Phaeolita
Phaeolita is een geslacht van vlinders van de familie spinneruilen (Erebidae), uit de onderfamilie Hypeninae.

## Soorten
- P. eudorealis Guenée, 1854
- P. extremalis Barnes & McDunnough, 1912
- P. pyramusalis Walker, 1859